# Айя Напа (футбольный клуб)
«Айя Напа» (греч. ΑΟ Αγίας Νάπας) — кипрский футбольный клуб из одноимённого города. Клуб проводит домашние матчи на стадионе «Муниципальный», вмещающем 2000 зрителей.

## История
Клуб основан в 1990 году и в сезоне 1990/91 принял участие в турнире третьего дивизиона. По итогам сезона 2000/2001 «Айя Напа» завоевала право выступать в Дивизионе В. В сезоне 2005/2006 команда заняла 3-е место в Дивизионе В и впервые в своей истории вышла в дивизион А.
По итогам своего дебютного сезона в сильнейшей лиге Кипра «Айя Напа» заняла предпоследнее, 13-е, место и выбыла обратно в Дивизион B. Во второй по силе лиге Кипра команда выступала следующие 3 сезона, после чего выбыла в третий дивизион. Однако уже в следующем сезоне клубу удалось вернуться в Дивизион B и в первый же сезон после возвращения — выиграть турнир. Таким образом в сезоне 2012/2013 «Айя Напа» вновь выступит в сильнейшей лиге Кипра.

## Сезоны клуба вдивизионе А
| Сезон     | И  | В | Н | П  | М     | ±   | Очки | Место |
| --------- | -- | - | - | -- | ----- | --- | ---- | ----- |
| 2006/2007 | 26 | 4 | 8 | 14 | 26—41 | -15 | 20   | 13    |
| 2012/2013 | 26 | 2 | 2 | 22 | 15—59 | -44 | 8    | 13    |

## Достижения
- 1 сезон в Дивизионе А (2006/2007; 13-е место)